# Antimon-triklorid
Az antimon-triklorid vagy antimon(III)-klorid (SbCl3) az antimon egyik szervetlen vegyülete, kloridja. Színtelen vagy sárgás színű kristályokat alkot. Higroszkópos vegyület. Jól oldódik vízben, alkoholban, dietil-éterben, acetonban, szén-diszulfidban és kloroformban.

## Kémiai tulajdonságai
Ha nagyobb mennyiségű vízben oldják fel, hidrolizál. A reakció során antimon-oxid-klorid válik le fehér csapadékként. A csapadék sósav hozzáadásakor oldhatóvá válik.
{\displaystyle \mathrm {SbCl_{3}+H_{2}O\rightleftharpoons SbOCl+2\ HCl} }
Pozitívabb fémek (vas, ón, cink) hatására redukálódik, antimon válik ki.

## Élettani hatása
Az antimon-triklorid belélegezve vagy a gyomorba kerülve mérgező hatású. A mérgezés tünetei: fémes szájíz, hányinger, hányás, hasmenés, szívgyengeség. Ingerli a torok, az orr és a garat nyálkahártyáit, légzési nehézségeket és fuldoklást okozhat.
Hosszútávú fogyasztása fejfájást, étvágytalanságot, kiszáradt torkot, alvászavart okozhat.

## Előállítása
Az antimon-trikloridot antimon-triszulfidból állítják elő sósavval. (A kiindulási anyag antimon-trioxid is lehet.)
{\displaystyle \mathrm {Sb_{2}S_{3}+6\ HCl\rightarrow 2\ SbCl_{3}+3\ H_{2}S} }
A keletkezett terméket hevítik, hogy eltávolítsák a kén-hidrogént és a feleslegben maradt sósavat. A megmaradt anyagot végül desztillációval tisztítják.

## Felhasználása
Az antimon-trikloridot reagensként használják az A-vitamin és más rokon karotinoidok kimutatására. Az antimon-triklorid a karotinoidokkal egy kék színű komplex vegyület képződése közben reagál, ami kolorimetriásan mérhető. Ezenkívül katalizátorként alkalmazzák szerves kémiai szintéziseknél.
Mérgező hatása ellenére a századforduló idején Franciaországban az abszint hamisításához is használták, mivel nagyobb mennyiségű vízben az ánizsolajhoz hasonlóan csapódik ki.